# Minszat al-Hawasilijja
Minszat al-Hawasilijja – miejscowość w Egipcie, w muhafazie Al-Minja, w dystrykcie Al-Minja. W 2006 roku liczyła 2843 mieszkańców.